# Rio Pardo
Rio Pardo, amtlich portugiesisch Município de Rio Pardo, deutsch Brauner Fluss, ist eine Gemeinde im Bundesstaat Rio Grande do Sul im Süden Brasiliens. Sie liegt etwa 135 km westlich der Landeshauptstadt Porto Alegre. Die Bevölkerung wurde zum 1. Juli 2021 auf 38.257 Einwohner geschätzt, die Rio-Pardenser genannt werden und auf einer Gemeindefläche von rund 2051,1 km² leben. Die Gemeinde liegt im Vale do Rio Pardo.

## Namensherkunft
Benannt ist der Ort nach dem Fluss Rio Pardo, den der Bandeirante Francisco de Brito Peixoto (1650–1735) im Jahr 1715 entdeckte und ihn nach der Flussfarbe pardo (braun) nannte.

## Geographie
Benachbart sind die Orte Santa Cruz do Sul, Pantano Grande, Cachoeira do Sul, Encruzilhada do Sul, Passo do Sobrado, Minas do Leão, Candelária, Vera Cruz und Vale Verde. 

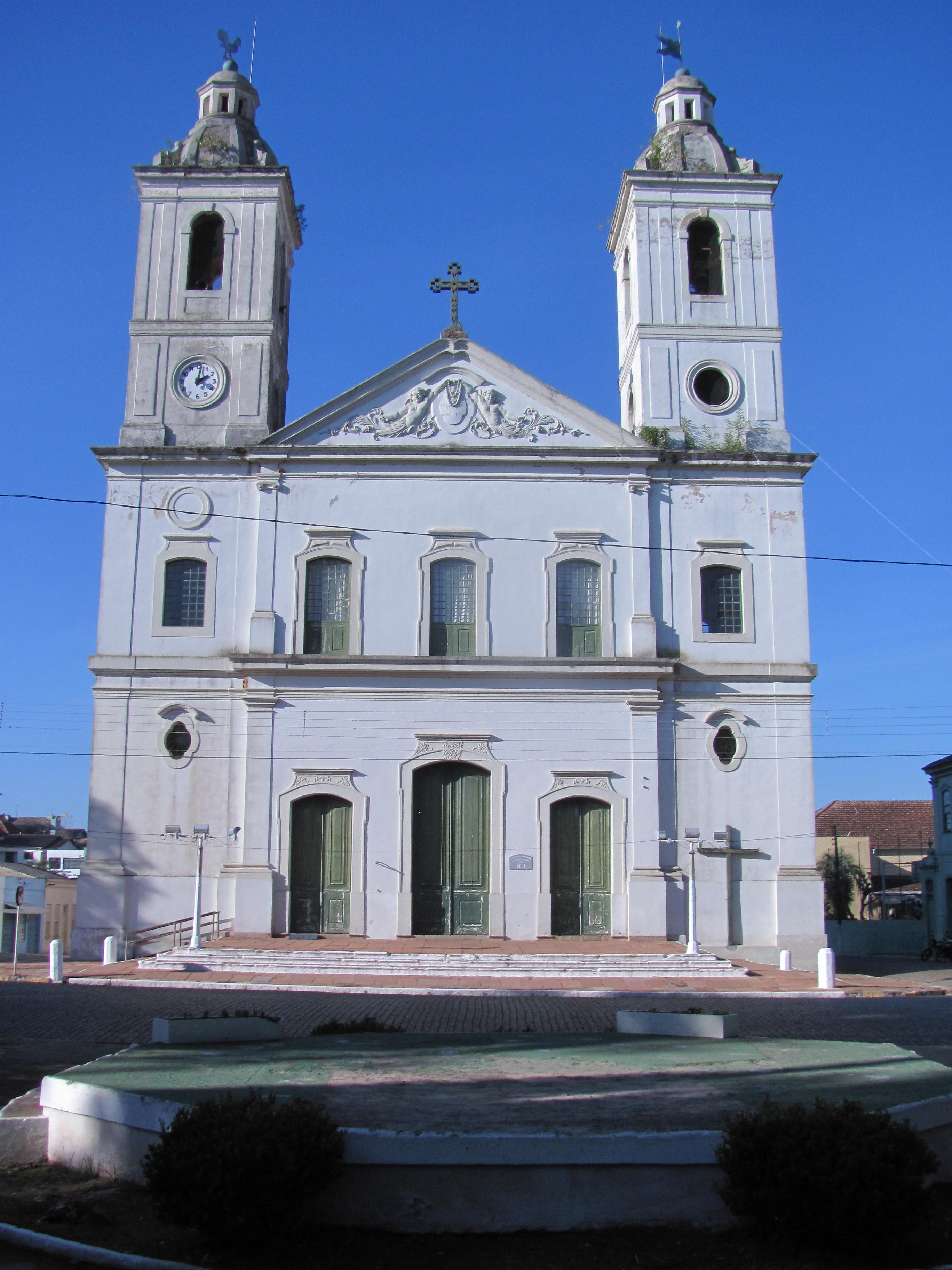
Igreja Matriz Nossa Senhora do Rosário
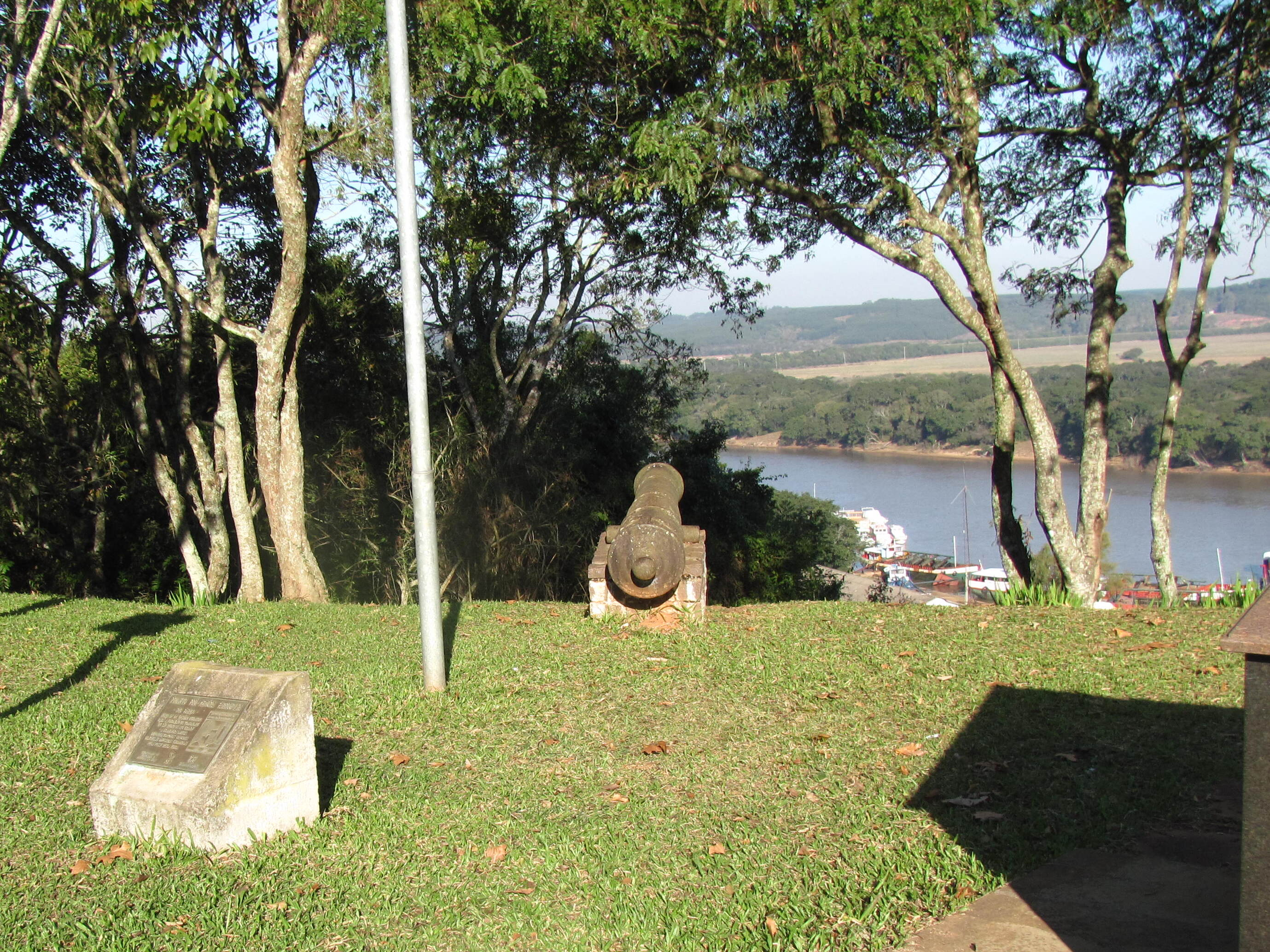
Forte Jesus Maria José

## Söhne und Töchter der Gemeinde
- Manuel de Araújo Porto-Alegre (1806–1879), Maler und Dichter
- Ciro de Quadros (1940–2014), Mediziner und Epidemiologe